# Пінське князівство
Пінське князівство — давньоукраїнське князівство XII-XVI ст. у складі Київської Русі і Великого князівства Литовського. Столиця князівства — місто Пінськ.

## Історія
Пінське князівство виокремилося зі складу Турово-Пінського князівства в середині XII ст. Після Батиєвого нашестя Турів занепав, і центр політичного життя Турово-Пінської землі перемістився до Пінська. У середині XIV ст. влада в Пінському князівстві перейшла до рук литовських князів. Згідно із заповітом Гедиміна, князівство мав отримати його син Наримунт. Надалі воно збереглося за його нащадками до середини XV ст. Після смерті останнього з них, Юрія Семеновича, перейшло у склад великокняжих володінь.
У 1471 році Казимир Ягелончик передав князівство Марії Гаштольд, вдові київського князя Семена Олельковича. Після її смерті володарем князівства став чоловік її дочки, князь Федір Іванович Боровський з московських Рюриковичів. У 1519 році Сигізмунд І Старий передав князівство своїй дружині Боні Сфорца. Після її від'їзду до Італії в 1556 р. князівство знову було повернуте до володінь великого князя і перетворене в староство. У 1566 р. на його основі був утворений Пінський повіт Берестейського воєводства.
У наші часи більша частина території Пінського князівства перебуває в складі Республіки Білорусь, південні райони — у складі України. В етнографічному плані територія князівства належить до україно-білоруської етнічної межі. Деякі українські науковці об'єднують Пінщину й Берестейщину в єдиний український етнокультурний регіон Західне Полісся.

## Князі

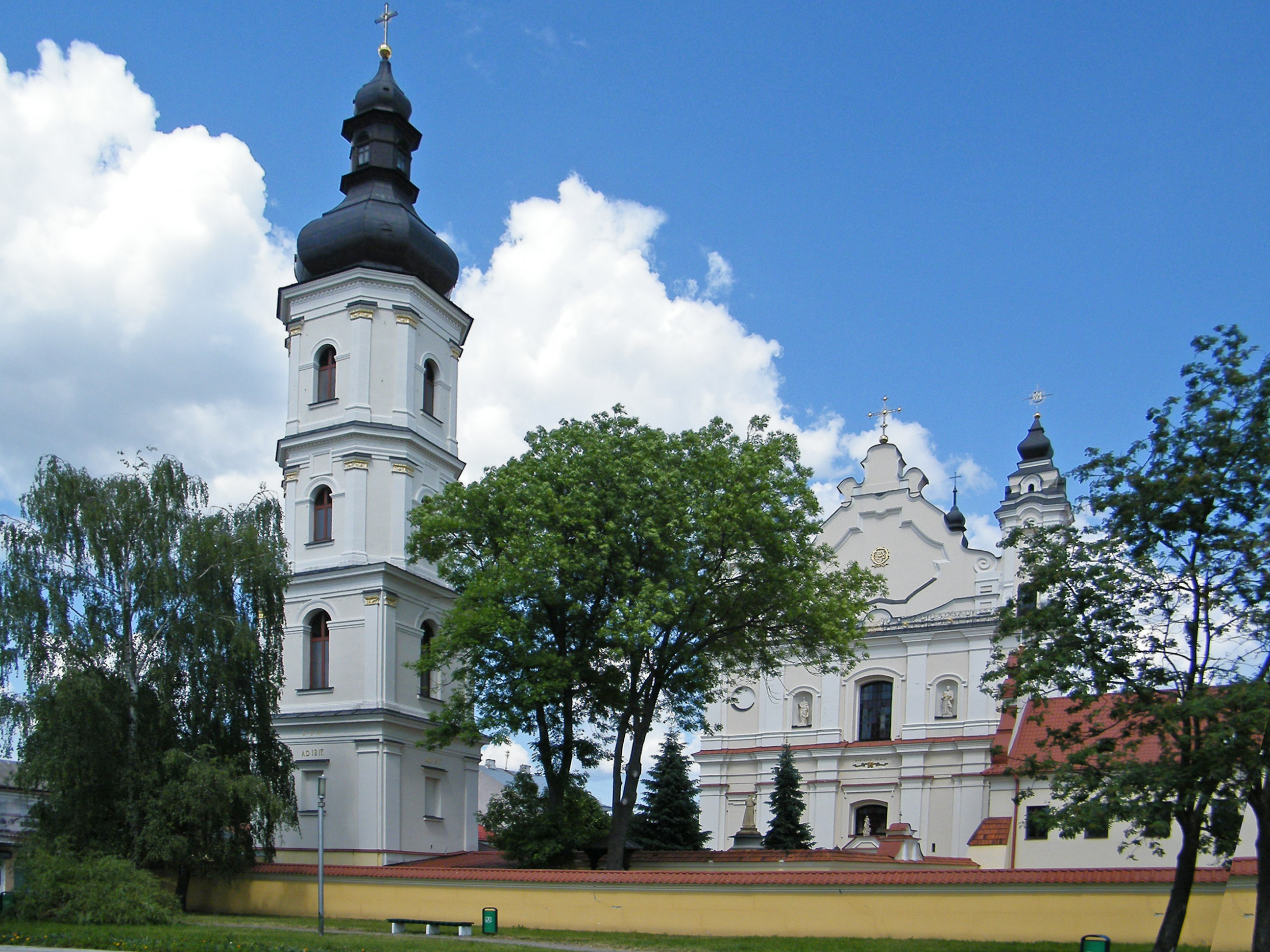
У сучасному Пінську

Пінське князівство

### Рюриковичі
Ізяславичі Турівські
- Юрій Ярославич (1142—1148, 1154—1157)
- Святополк Юрійович (1168—1170)
- Ярополк Юрійович (1190)
- Володимир Святополкович (1206—1228)
- Ростислав Святополкович (1228—1232)
- Михайло Володимирович (1247)
- Федір Володимирович (1262)
- Юрій Володимирович (1262—1290)
- Демид Володимирович (1290 — ?)

### Гедиміновичі
Наримунтовичі
- Наримунт Гедимінович (кінець 1330-х — 1348)
- Михайло Наримунтович (1348—1355)
- Василь Михайлович (1355—1392)
- Федушко Васильович (1392—1398)
- Юрій Федорович Ніс (1398—1410)
- Олександр Іванович Ніс (1410—1435)
- Семен Іванович (1443—1452)
- Юрій Семенович (1452—1471)

Олельковичі
- Василь Семенович Олелькович-Слуцький (1471—1495)

### Рюриковичі
Даниловичі Московські
- Федір Іванович Ярославич (1495—1521)

Сфорца
- Бона Сфорца (1521—1556)